# 新市南路
新市南路是中華人民共和國上海市虹口区一條南北走向道路。它南起汶水东路，北至万安路。全长1330米，宽7.5米至10.0米，车行道宽5.5米。道路於清朝光绪二十年（1894年）修建，當時名為新江湾。中華民国18年（1929年）根據大上海計劃改名為新市路。1984年改名為新市南路。道路沿途有上海市復興高級中學。另外江灣鎮人民政府曾位於新市南路上。